# Arts plastiques au XIe siècle
Arts plastiques au Xe siècle - Arts plastiques au XIe siècle - Arts plastiques au XIIe siècle
Chronologie des arts plastiques

## Événements
- 975-1025 : style de Ringerike (de) (Norvège) dans l'art scandinave[1] : stèles runiques richement gravées de Nedre Alstad (Uppland, début XIe siècle) et de Nordre Dynna (Oppland, vers 1040), girouettes de bateaux des églises de Källunge (Gotland), de Söderala (Hälsingland, Suède), dont le motif principal est un quadrupède luttant contre des serpents[2].
- 1004-1007 : début de la production de porcelaine à Jingdezhen dans le Jiangxi, en Chine, sous l'empereur Song Zhenzong[3].
- 1025-1170 : style d'Urnes (de) dans l'art scandinave, appelé en raison de la stavkirke d'Urnes en Norvège, dernier style de l’ère viking, qui débouche sur le style roman venu du Sud[1].

- Entre 1066 et 1082 : époque probable de la confection de la tapisserie de Bayeux, broderie de 70 mètres de long, exécutée en laine sur toile de lin, peut-être accroché dans la cathédrale de Bayeux lors de sa consécration en 1077[4]. Elle retrace en 58 scènes les épisodes de la conquête de l’Angleterre par Guillaume le Conquérant en 1066.

- 1072 : le peintre chinois Guo Xi réalise Printemps précoce, chef-d'œuvre du paysage monochrome[5].
- Vers 1083 : fresques du monastère de Batchkovo. Développement de la peinture monumentale d'inspiration byzantine en Bulgarie[6].

- Koryŏ (Corée) : le bouddhisme inspire l’éducation et les arts. L’industrie de la céramique produit des céladons remarquables, des poteries de grès gris-vert vernissées, encore très appréciés aujourd’hui[7].

- Enluminures bouddhiques sur feuilles de palmier réalisées aux XIe et XIIe siècles au Bihâr, Bengale et Népal (école orientale)[8].

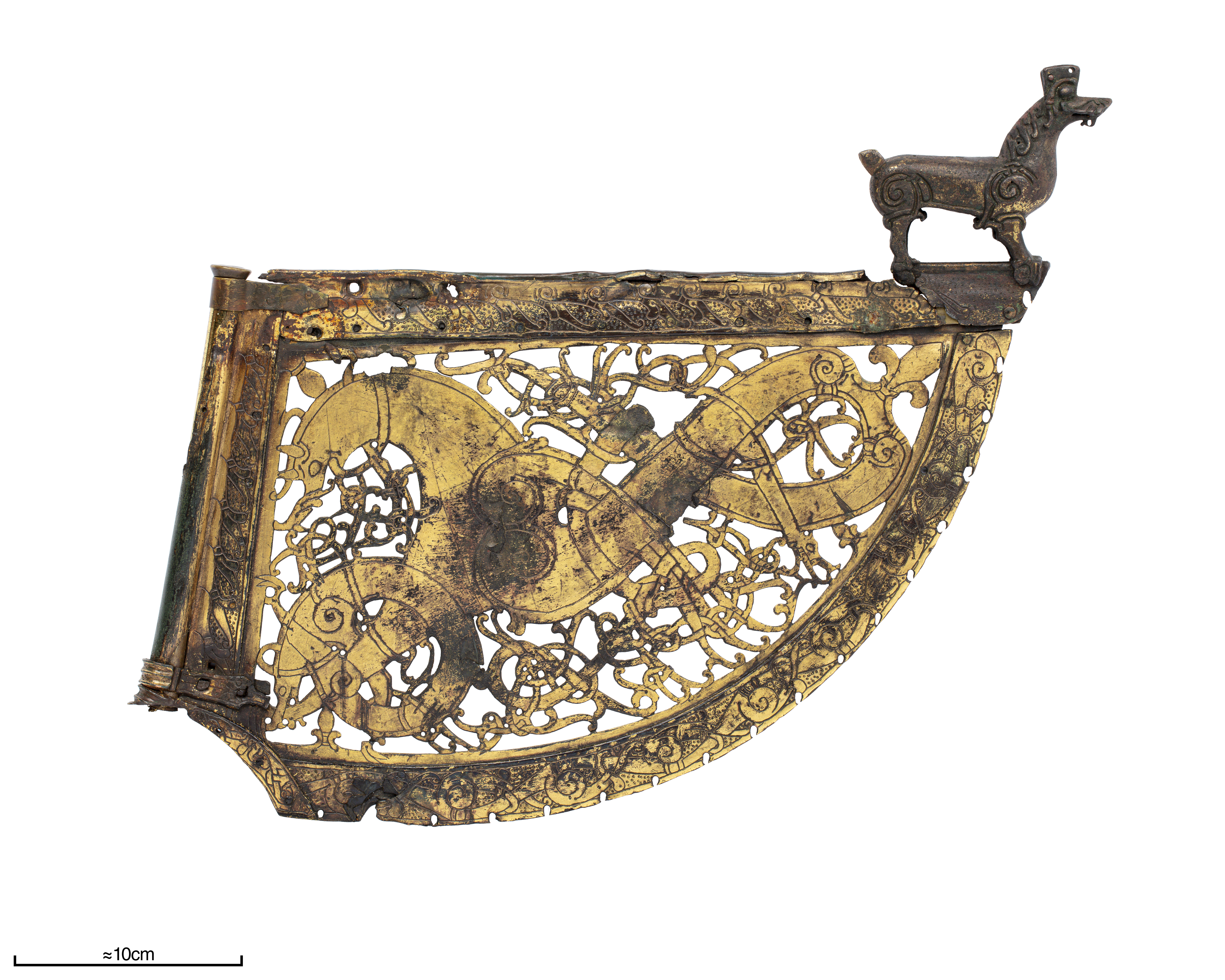
Girouette viking dans le style de Ringerike.
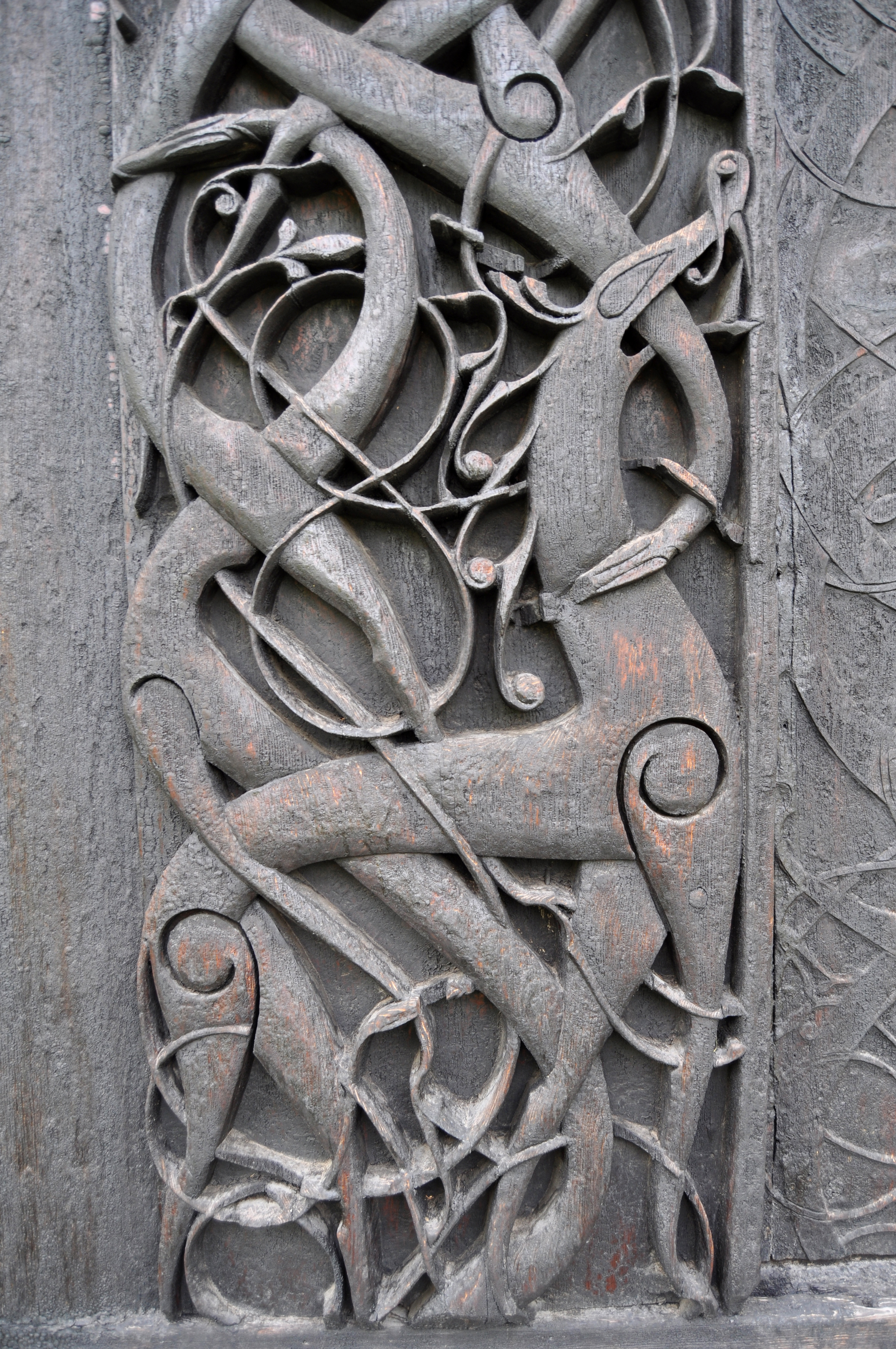
Portail nord sculpté de la Stavkirke d'Urnes.
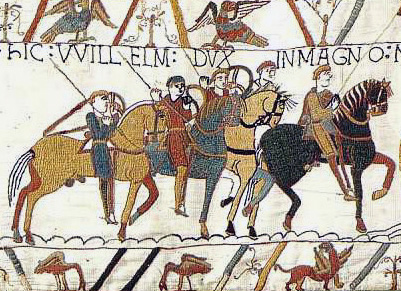
La tapisserie de Bayeux.
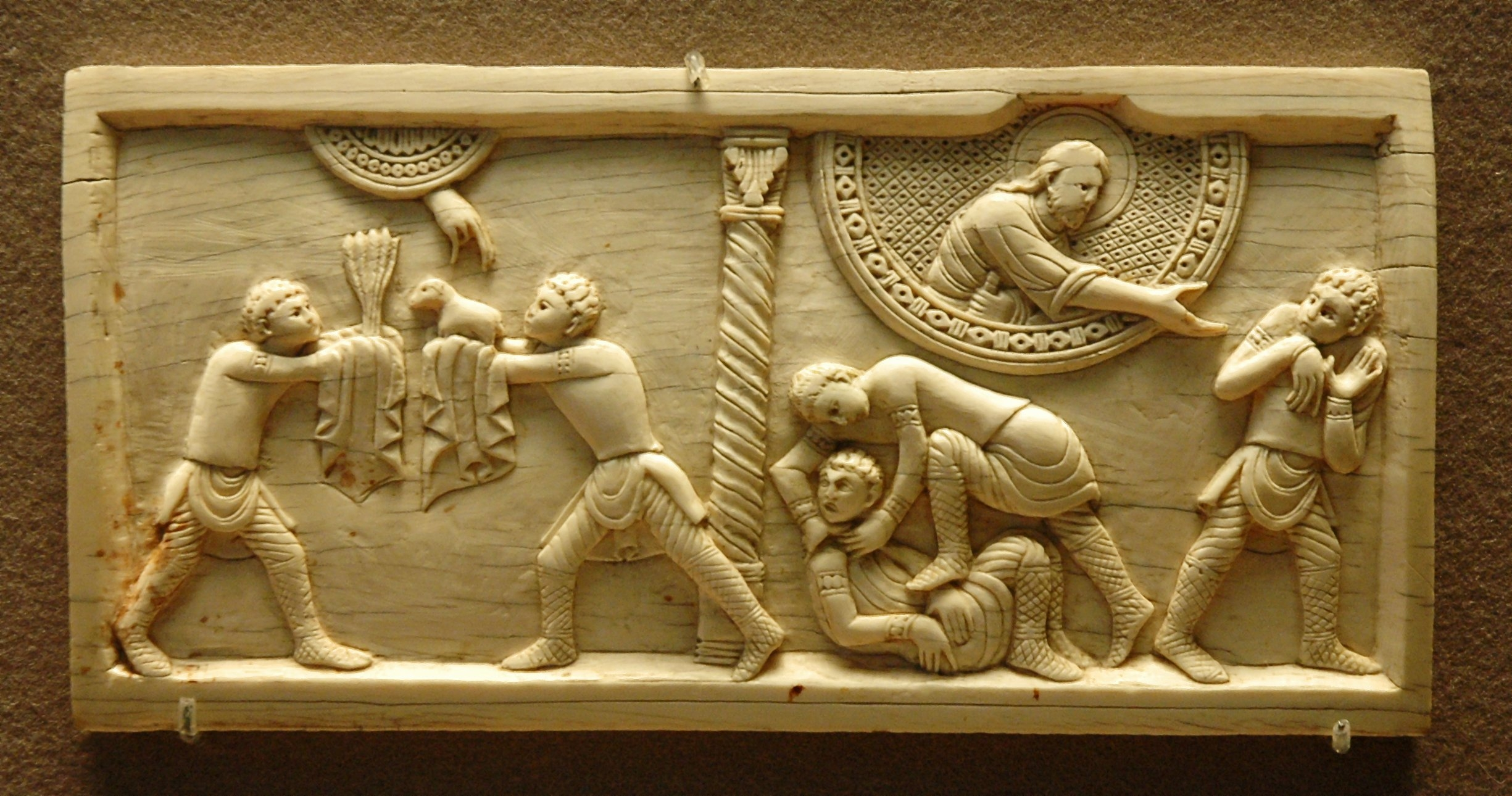
Caïn et Abel, panneau en ivoire provenant de la cathédrale de Salerne, v. 1084
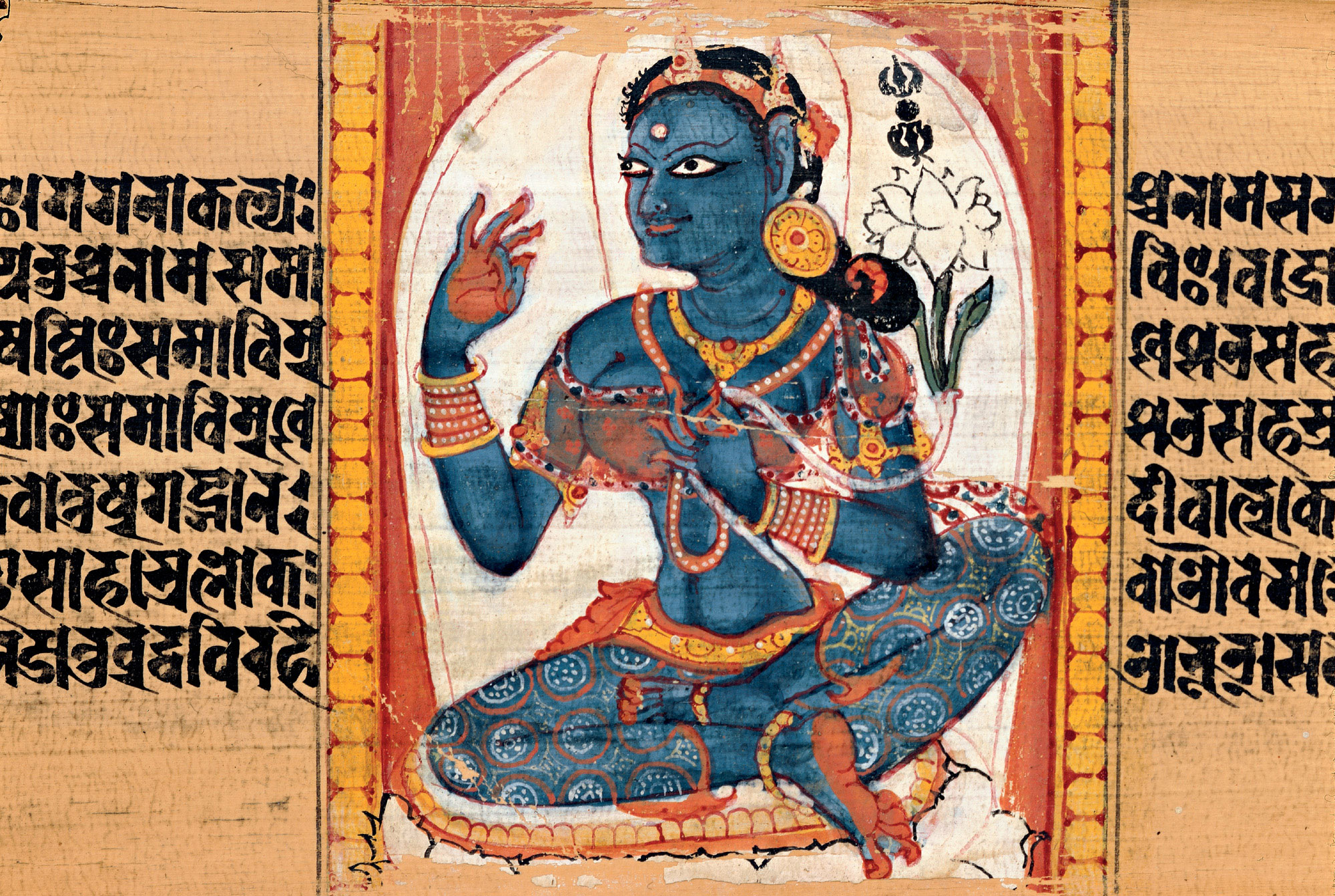
Manuscrit sur feuilles de palmier de la dynastie Pala, fin du XIe siècle.